# El camino de Xico
El camino de Xico (estrenada internacionalment com a Xico's Journey) és una pel·lícula d'animació mexicana en 2D del 2020 d'Eric D. Cabello Diaz en el seu debut com a director. La pel·lícula compta amb un ampli repartiment de veu de diversos actors mexicans liderats per Pablo Gama Iturrarán, Verónica Alva i Luis Angel Jaramillo. Produït per Ánima, es va estrenar als cinemes el 12 de novembre de 2020 a Mèxic.
Fora de Mèxic, Netflix va adquirir els drets mundials de la pel·lícula i es va estrenar a nivell mundial el 12 de febrer de 2021 al servei de streaming.

## Sinopsi
Els habitants d'un petit i tranquil poblat es veuen amenaçats quan una corporació vol destruir la muntanya que protegeix la població. Una nena anomenada Copi, el seu amic Gus i el seu gos Xico s'endinsaran a la muntanya per salvar els seus amics, però finalment Xico, que és un gos màgics, tindrà a les seves mans la salvació de tots.

## Repartiment de veu

### Castellà
- Pablo Gama Iturrarán - Xico[3]
- Verónica Alva - Copi
- Luis Angel Jaramillo - Gus
- Verónica Castro - Carmen
- Lila Downs - Nana Petra
- Randy Ebright - Señor Caradura
- Enrique Guzmán - Don Viejo
- Daniel Habif - Don Manuel
- Alex Lora - Tlacuache
- Carla Medina - Lupita
- Elena Poniatowska - Cuca
- José Miguel Pérez-Porrúa Suárez - Previer
- Marco Antonio Solís - Tochtli
- Víctor Trujillo - Venado Azul

### Anglès
- Adan Rocha - Xico
- Lola Raie - Copi
- Diego Olmedo - Gus
- Tonantzin Carmelo - Carmen
- Anita Ortega as Nana Petra
- Miguel Perez - Señor Caradura
- Ruben Garfias - Don Viejo
- Anthony L. Fernandez - Don Manuel
- Dino Andrade - Tlacuache
- Roxana Ortega - Lupita
- Norma Maldonado - Cuca
- Gabriel Romero - Previer
- Tony Amendola - Tochtli
- Rene Mujica - Venado Azul